# Igor Anatoljewitsch Bortnikow
Igor Anatoljewitsch Bortnikow (russisch Игорь Анатольевич Бортников; * 8. Juni 1989 in Leninogorsk, Russische SFSR) ist ein russischer Eishockeyspieler, der seit Juli 2018 bei HK Arlan Kökschetau unter Vertrag steht.

## Karriere
Igor Bortnikow begann seine Karriere als Eishockeyspieler in der Nachwuchsabteilung von Neftechimik Nischnekamsk. In der Saison 2007/08 gelang dem Angreifer der Durchbruch in Neftechimiks zweiter Mannschaft in der drittklassigen Perwaja Liga. In 73 Spielen erzielte er 61 Scorerpunkte, davon 26 Tore und gab zudem sein Debüt für Neftechimiks Profimannschaft in der Superliga. Seit der Saison 2008/09 steht er für Neftechimik in der neu gegründeten Kontinentalen Hockey-Liga auf dem Eis. Von 2008 bis 2010 spielte er parallel in der Wysschaja Liga, der zweiten russischen Spielklasse, für Neftjanik Leninogorsk, Ariada-Akpars Wolschsk und Ischstal Ischewsk auf. Seit 2009 tritt er zudem für Neftechimiks Juniorenmannschaft in der multinationalen Nachwuchsliga Molodjoschnaja Chokkeinaja Liga an.
In der Saison 2010/11 konnte sich Bortnikow einen Stammplatz im KHL-Team von Neftechimik Nischnekamsk erkämpfen. In insgesamt 51 Spielen erzielte er acht Tore und gab neun Vorlagen.
Während des Expansion Draft am 17. Juni 2013 wurde Bortnikow von Admiral Wladiwostok ausgewählt. Im Sommer 2017 absolvierte Bortnikow ein Probetraining beim HK Sotschi, erhielt aber keinen Vertrag.

## KHL-Statistik
(Stand: Ende der Saison 2016/17)